# 马丁·阿格龙斯基

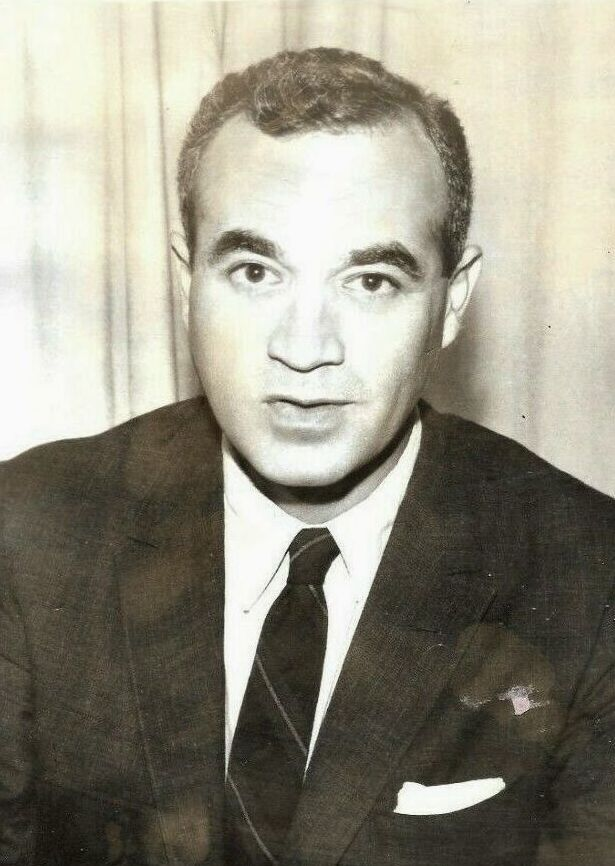
马丁·阿格龙斯基

马丁·阿格龙斯基（1915年1月12日 - 1999年7月25日）是一位美国记者和电视主持人。第二次世界大战爆发时，他是全国广播公司的一名战地记者，之后于1943年返回美国。
第二次世界大战后马丁·阿格龙斯基反对麦卡锡主义，并于1952年获得皮博迪獎。在哥伦比亚广播公司任職期間他主持了面對國家节目，并因采访休戈·布萊克而获得艾美奖。